# Phyllophaga ghentata
Phyllophaga ghentata är en skalbaggsart som beskrevs av Saylor 1937. Phyllophaga ghentata ingår i släktet Phyllophaga och familjen Melolonthidae. Inga underarter finns listade i Catalogue of Life.